# Ectobius makalaka
Ectobius makalaka es una especie de cucaracha del género Ectobius, familia Ectobiidae.

## Distribución
Esta especie se encuentra en Zambia, Zimbabue, Malaui y Tanzania.